# 이다정 (이시카와현)
이다정(飯田町)은 이시카와현 스즈군에 설치되었던 정이다.